# Blå grottan, Malta
Blå grottan är en grotta i republiken Malta. Den ligger i kommunen Il-Qrendi, i den södra delen av landet.
Närmaste större samhälle är Żurrieq, 2,1 kilometer nordost om Blå grottan. 

## Bilder

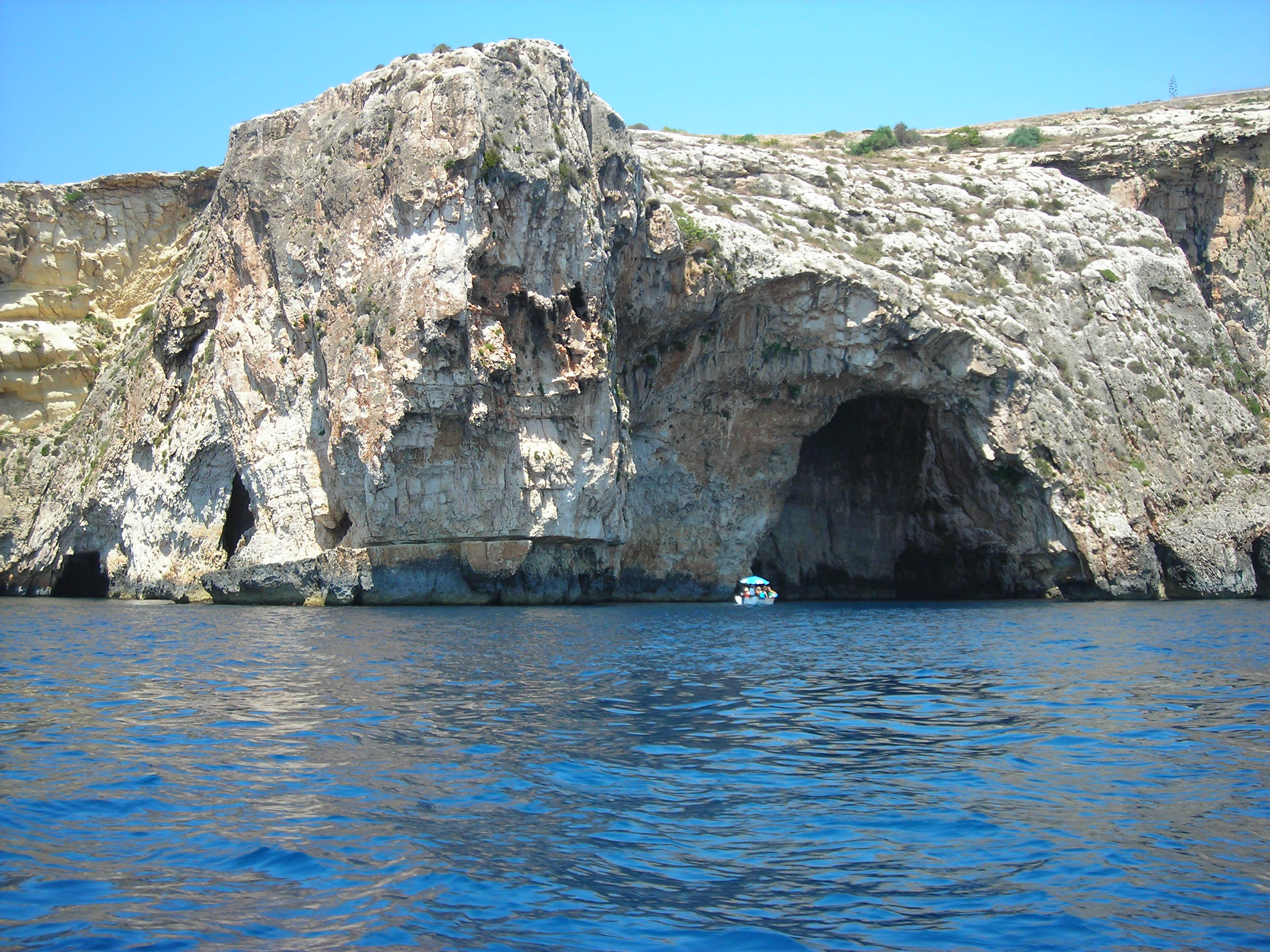
Turistbåt på väg in i Blue Grotto.
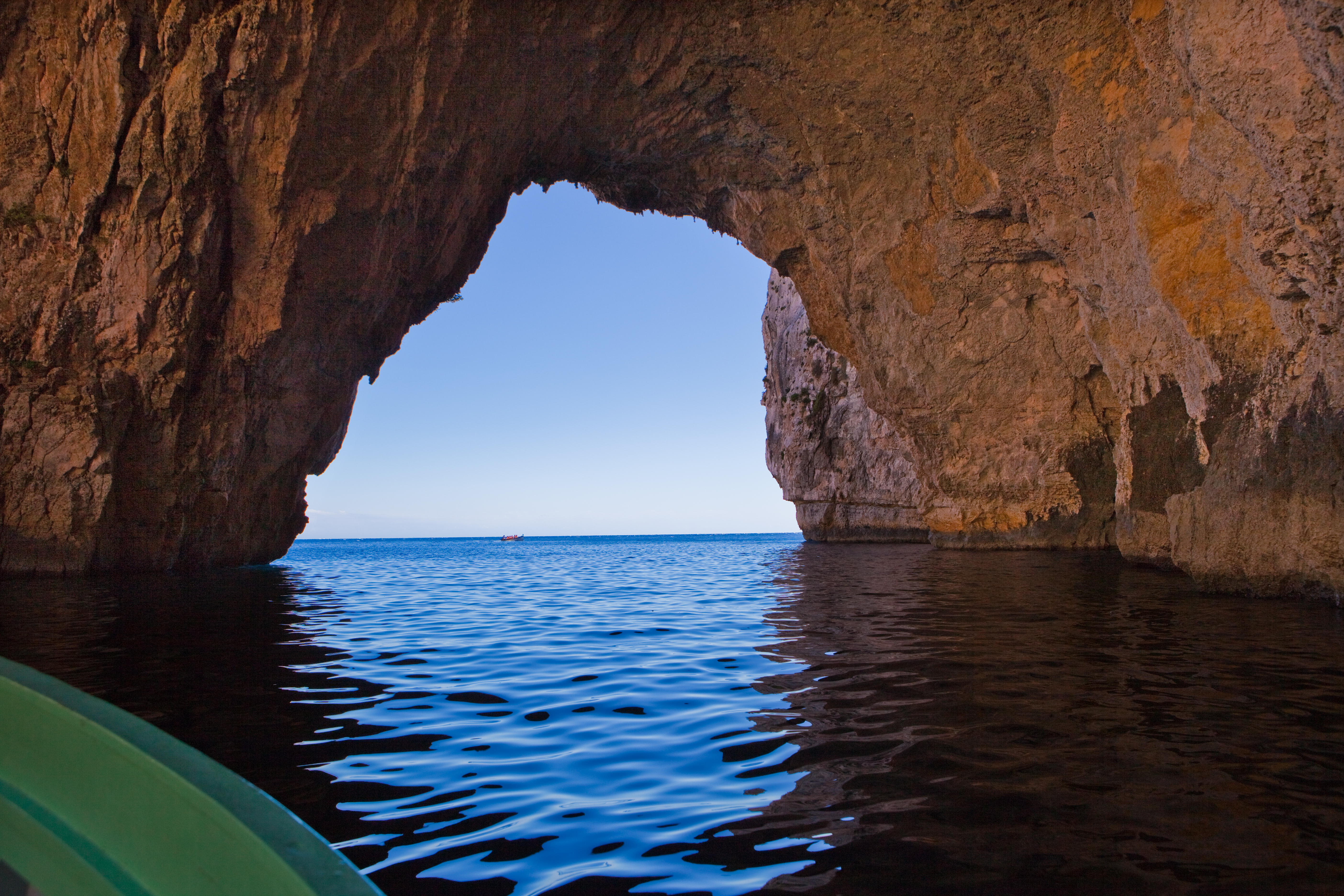
Vy inifrån Blue Grotto.
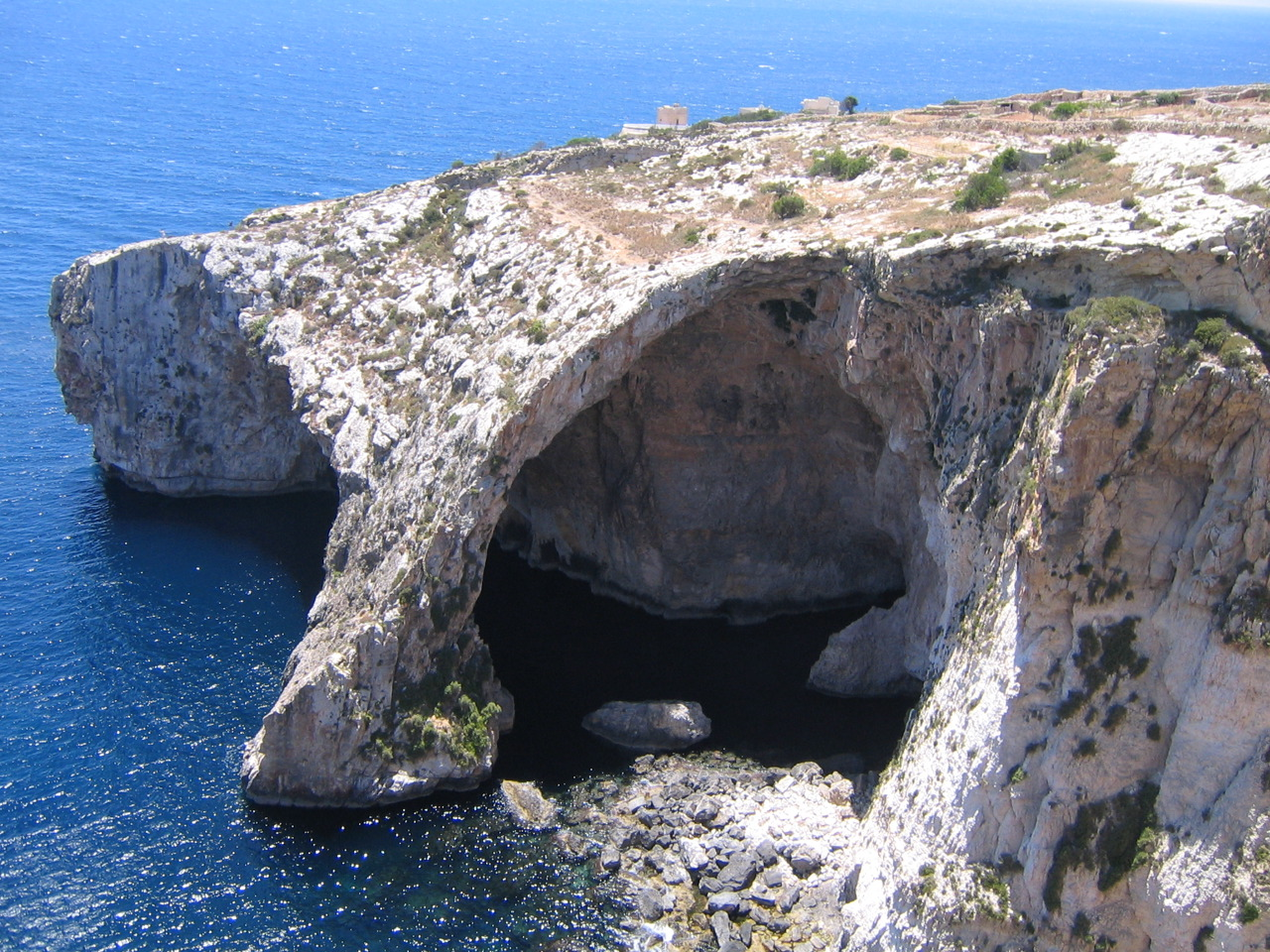
Blue grotto sedd uppifrån.
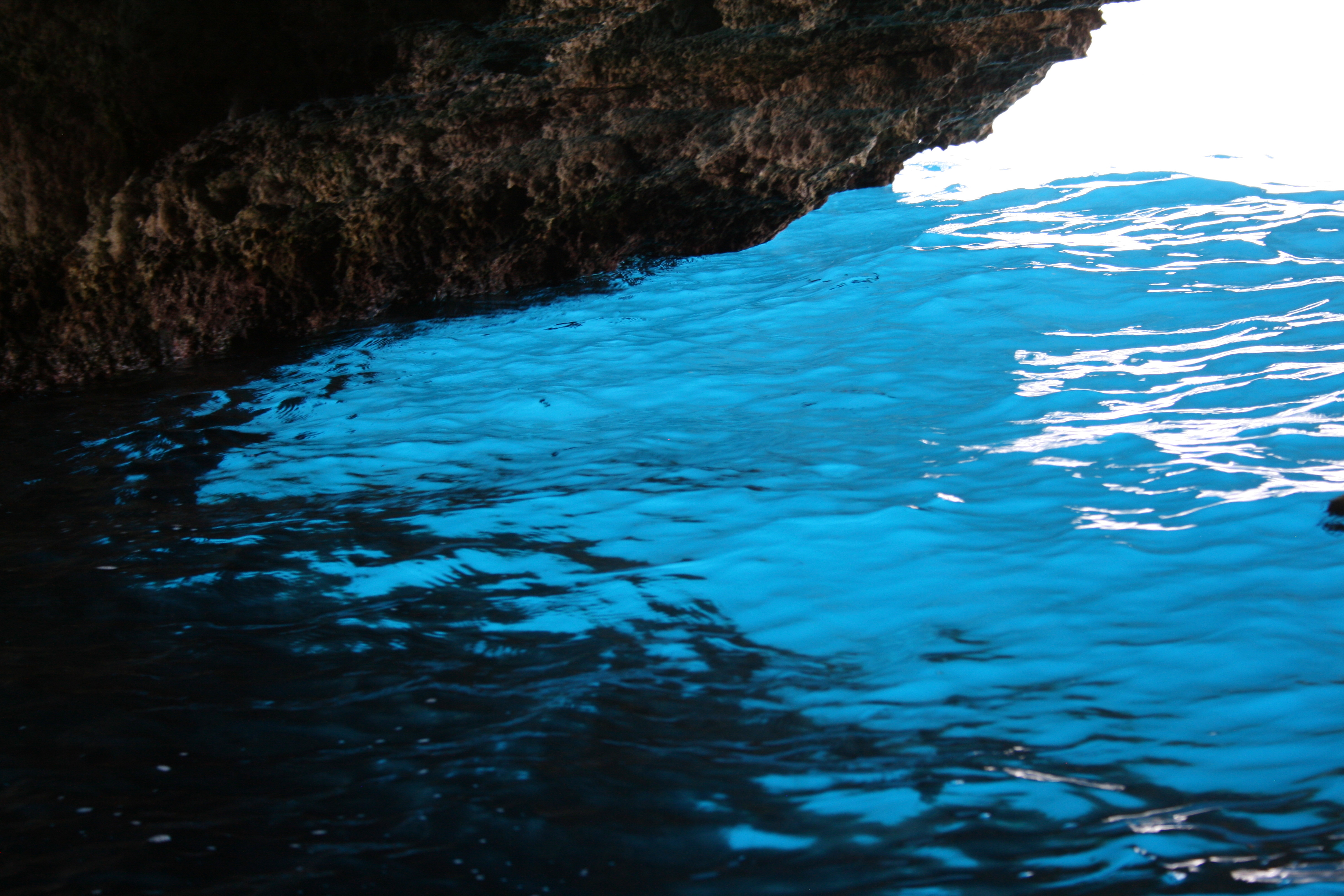
Vattnet i Blå grottan.